# Acomys johannis
Acomys johannis  (Thomas, 1912) è un roditore della famiglia dei Muridi diffuso nell'Africa centrale e occidentale.

## Descrizione

### Dimensioni
Roditore di piccole dimensioni, con la lunghezza della testa e del corpo tra 88 e 119 mm, la lunghezza della coda tra 73 e 109 mm, la lunghezza del piede tra 16 e 20 mm, la lunghezza delle orecchie tra 14 e 19 mm e un peso fino a 60 g.

### Aspetto
La pelliccia è composta completamente da peli spinosi. Le parti superiori variano dal marrone scuro al grigio con la base dei peli più chiara, i fianchi sono più chiari, mentre le parti inferiori sono bianche. La linea di demarcazione lungo i fianchi è netta. Il muso è appuntito, gli occhi sono piccoli, mentre le orecchie sono relativamente grandi. Le zampe sono bianche, corte e provviste di brevi dita. La coda è lunga come la testa ed il corpo, priva di peli, grigio-brunastra sopra e bianca sotto. Le femmine hanno un paio di mammelle pettorali e 2 paia inguinali. Il cariotipo è 2n=66-68 NF=66-72.

## Biologia

### Comportamento
È una specie terricola e notturna. Durante il giorno si rifugia tra i crepacci e nei termitai abbandonati..

### Alimentazione
Si nutre probabilmente di insetti, sebbene in cattività abbia presentato una dieta onnivora.

### Riproduzione
Femmine gravide sono state osservate alla fine della stagione secca. Danno alla luce 1-3 piccoli alla volta.

## Distribuzione e habitat
Questa specie è diffusa in Burkina Faso, Ciad, Niger meridionale, Nigeria; Benin e Camerun settentrionali, Togo, Ghana e probabilmente nel Sudan del Sud.
Vive in zone rocciose e praterie del Sahel tra 200 e 1.000 metri di altitudine.

## Conservazione
La IUCN Red List, considerato il vasto areale e la popolazione numerosa, classifica A.johannis come specie a rischio minimo (Least Concern).